# Divisione Nazionale 1936-1937 (pallacanestro femminile)
Il campionato di Divisione Nazionale femminile FIP 1936-1937 è stato l'ottavo organizzato in Italia.
È stato vinto dall'Ambrosiana Milano, al secondo titolo consecutivo.

## Verdetti
- Campione d'Italia:   A.S. Ambrosiana-Inter, Milano

Formazione: Bruna Bertolini, Adriana Mengaldo, Maria Mengaldo, Matilde Moraschi, Pinuccia Brescia, Nerina Bertolini, Pierina Borsani, Hervé Marconcini, Bianca Marconcini, Rosa Boccalini. All.: Sergio Paganella.